# Hans-Georg Löffler (General)
Hans-Georg Löffler (* 10. Mai 1937 in Seehausen, Altmark) ist ein ehemaliger Generalmajor der Nationalen Volksarmee (NVA) der Deutschen Demokratischen Republik (DDR). Er war 1990 Chef der Verwaltung Organisation im Hauptstab der NVA.

## Leben
Hans-Georg Löffler ist der Sohn eines Reichsbahn-Angestellten und wurde in Hitzacker (Elbe) eingeschult. Er wuchs in Mecklenburg auf, erlernte den Beruf eines Maschinenschlossers und erlangte die Hochschulreife auf dem zweiten Bildungsweg (VHS). Anschließend besuchte er die Infanterie-Offiziersschule der KVP in Döbeln/Sa. von 1955 bis 1956, danach von 1956 bis 1958 die Infanterie-Offiziersschule der NVA in Plauen/Vogtl. Am 7. Oktober 1958 erfolgte die Ernennung zum Unterleutnant.
Von 1958 bis 1965 war er als Zugführer, Kompaniechef und Gehilfe des Stabschefs/MSB im Motorisierten Schützenregiment 28 (Rostock) im Einsatz. Es folgten die Beförderungen zum Leutnant (7. Oktober 1960), Oberleutnant (10. August 1962) und Hauptmann (7. Oktober 1965). Von 1965 bis 1966 absolvierte Löffler eine Ausbildung am Fremdspracheninstitut der NVA in Naumburg/Sa. und studierte dann von 1966 bis 1969 an der Militärakademie der Landstreitkräfte „M. W. Frunse“ in Moskau. Das Studium schloss er mit „Auszeichnung und Goldmedaille“ und dem akademischen Grad Diplom-Militärwissenschaftler ab.
Am 1. August 1969 ernannte man ihn zum Major. Er war dann bis 1970 im Einsatz in der Abteilung „Operativ“ im Kommando des Militärbezirkes V (Neubrandenburg). Von 1970 bis 1973 war er Stabschef und von 1973 bis 1977 Kommandeur des Motorisierten Schützenregiments 3 in Brandenburg/Havel. Am 7. Oktober 1973 wurde er zum Oberstleutnant befördert. 1977 bis 1980 war er Leiter der Abteilung „Operativ“ im Kdo. MB V. Am 7. Oktober 1978 erfolgte die Beförderung zum Oberst.
Von 1980 bis 1982 studierte Löffler an der Militärakademie des Generalstabes der Streitkräfte der UdSSR in Moskau und schloss auch hier mit „Auszeichnung und Goldmedaille“ und dem akademischen Grad „Diplom-Militärwissenschaftler“ ab. 1982 bis 1983 war er Stellvertreter des Stabschefs im Kdo. MB V für operative Arbeit. 1983 bis 1986 war er Kommandeur der 1. Mot.-Schützendivision (Potsdam) und anschließend bis November 1989 Stellvertreter des Chefs des MB V und Chef des Stabes. Am 1. März 1987 war die Ernennung zum Generalmajor erfolgt.
Ab November 1989 wurde Löffler als zukünftiger Chef der Verwaltung Organisation im Hauptstab der NVA in Strausberg eingearbeitet. Am 1. Februar 1990 übernahm er dann diese Dienststellung als Nachfolger von Generalmajor Herbert Schmerler. Mit dem Ende der DDR am 2. Oktober 1990 wurde er aus der NVA entlassen und arbeitslos. Von 1991 bis 2006 war Löffler in einem Eisenbahn-Ingenieurunternehmen tätig.

## Auszeichnungen
- 1980: Kampforden „Für Verdienste um Volk und Vaterland“ (Bronze)
- 1984: Kampforden „Für Verdienste um Volk und Vaterland“ (Silber)
- 1984: Friedrich-Engels-Preis
- 1989: Vaterländischer Verdienstorden (Bronze)

## Veröffentlichungen
Autor
- Soldat im Kalten Krieg: Erinnerungen 1955–1989. Biblio, 2002
- Soldat der NVA von Anfang bis Ende. Eine Autobiografie. Berlin, edition ost, 2006. ISBN 978-3-36001072-8
- mit Olaf Kersten, Reinhard Parchmann: Garnisonen der NVA und GSSD – Zur Nutzung der militärischen Standorte von 1871 bis 2010. Köster, Berlin, 2011. ISBN 3-89574750-5
- mit Bernd Biedermann: Militärs der DDR im Auslandsstudium – Erlebnisberichte, Dokumente, Fakten. Steffen Verlag, 2012

Mitherausgeber
- NVA und GSSD in der Stadt und Region Torgau (1945-1994). 2011